# Kiyose
Kiyose (japanska: 清瀬市 ?, Kiyose-shi) är en stad i Tokyo prefektur i Japan. Staden fick stadsrättigheter 1970.